# Козаковський вугленосний район
Козако́вський (Ална́ський) вуглено́сний райо́н — вугленосний район, що розташований в південній частині Удмуртії (Росія) на території Алнаського району.
Вугільні пласти знаходяться у відкладах бобриковського горизонту візейського ярусу. Найбільшим родовищем є Алнаське. Вугілля залягає в нижній частині теригенних візейських відкладів і представляють лінзовидні поклади товщиною від 0,4 до 23,9 м. Глибина залягання вугільних пластів коливається від 1000 до 1100 м. Вугілля низькометаморфізоване, перехідне від бурого до кам'яного. У зв'язку зі складними гірсько-геологічними умовами та великою глибиною залягання на даному етапі розвідка та розробка вугільних пластів недоцільна.